# ميكائيل بورجين
ميكائيل بورجين (بالفرنسية: Mickaël Bourgain)‏ مواليد 28 مايو 1980 في بولوني سور مير، فرنسا، هو دراج فرنسي في صنف سباق الدراجات على المضمار. شارك في دورة الألعاب الأولمبية الصيفية وفاز بميدالية أولمبية.

## الميداليات
| الميدالية | المسابقة                       |
| --------- | ------------------------------ |
| برونزية   | الألعاب الأولمبية الصيفية 2004 |
| برونزية   | الألعاب الأولمبية الصيفية 2008 |

## روابط خارجية
- ميكائيل بورجين على موقع الاتحاد الدولي للدراجات (الإنجليزية)
- ميكائيل بورجين على موقع أرشيف الدراجات (الإنجليزية)
- ميكائيل بورجين على موقع إحصائيات الدراجات الإحترافية (الإنجليزية)
- ميكائيل بورجين على موقع CycleBase (الإنجليزية)
- ميكائيل بورجين على موقع أوليمبيديا (الإنجليزية)
- ميكائيل بورجين على موقع اللجنة الأولمبية الفرنسية (مؤرشف) (الفرنسية)
- profile